# Pan-Pacifische kampioenschappen zwemmen
De pan-Pacifische kampioenschappen zwemmen is een belangrijk zwemtoernooi op de langebaan dat voor de eerste maal georganiseerd werd in 1985. Het toernooi werd tot 1999 om de twee jaar georganiseerd, maar sinds 2002 werd overgeschakeld naar een vierjarige cyclus, vanwege de verplaatsing van de wereldkampioenschappen zwemmen van even naar oneven jaren. Zo valt het toernooi telkens in een jaar zonder Wereldkampioenschappen zwemmen en twee jaar voor de Olympische Spelen, dat zou de organisatie moeten garanderen dat de absolute top van het zwemmen telkens zijn opwachting maakt.
Het toernooi werd in het leven geroepen door de Verenigde Staten, Canada, Australië en Japan, deze vier landen organiseren per toerbeurt het evenement waarbij Japan van elke twee toernooien er één organiseert. Met deze traditie wordt in 2010 echter gebroken als het toernooi in plaats van in Japan in de Verenigde Staten wordt gehouden. Elke editie worden ook de zogenaamde 'gastlanden' uitgenodigd, waaronder Brazilië, China en Zuid-Afrika als belangrijkste zwemnaties. Dit kampioenschap is de tegenhanger van de Europese kampioenschappen zwemmen.
Naast zwemmen in een 50 meterbad staat ook openwaterzwemmen voor mannen en vrouwen op het programma.

## Edities
| Editie | Jaar | Plaats     | Datum            | Onderdelen            |
| ------ | ---- | ---------- | ---------------- | --------------------- |
| 13     | 2018 | Tokio      | 9 - 13 augustus  | 18 (m), 18 (v), 1 (g) |
| 12     | 2014 | Gold Coast | 21 - 25 augustus | 18 (m), 18 (v)        |
| 11     | 2010 | Irvine     | 18 - 22 augustus | 21 (m), 21 (v)        |
| 10     | 2006 | Victoria   | 17 - 20 augustus | 18 (m), 18 (v)        |
| 9      | 2002 | Yokohama   | 24 - 29 augustus | 17 (m), 17 (v)        |
| 8      | 1999 | Sydney     | 22 - 29 augustus | 16 (m), 16 (v)        |
| 7      | 1997 | Fukuoka    | 10 - 13 augustus | 17 (m), 17 (v)        |
| 6      | 1995 | Atlanta    | 10 - 13 augustus | 17 (m), 17 (v)        |
| 5      | 1993 | Kobe       | 12 - 15 augustus | 17 (m), 17 (v)        |
| 4      | 1991 | Edmonton   | 22 - 25 augustus | 17 (m), 17 (v)        |
| 3      | 1989 | Tokio      | 17 - 20 augustus | 17 (m), 17 (v)        |
| 2      | 1987 | Brisbane   | 13 - 16 augustus | 16 (m), 16 (v)        |
| 1      | 1985 | Tokio      | 15 - 18 augustus | 16 (m), 16 (v)        |